# メクネス国際アニメーション映画祭
メクネス国際アニメーション映画祭（メクネスこくさいアニメーションえいがさい、仏: Festival international de cinéma d'animation de Meknès、FICAM）は、モロッコのメクネスで開催されているアニメーション映画祭。メクネス国際アニメーション映画祭は、業界人（監督・プロデューサー等）や、一般市民を対象とした展覧会やミーティングなどの企画が主に行われており、若手クリエイターの育成・紹介を意図している。